# Fulvetta
Fulvetta (лат.) — род птиц из семейства  Paradoxornithidae отряда Воробьинообразные. В состав рода включают восемь видов, встречающихся от Гималаев до центрального Китая, Тайваня и южного Вьетнама:
- Fulvetta ruficapilla — Рыжеплечая альциппа
- Fulvetta striaticollis — Горная альциппа
- Fulvetta vinipectus — Белобровая альциппа
- Fulvetta cinereiceps — Буроголовая альциппа
- Fulvetta danisi
- Fulvetta formosana
- Fulvetta manipurensis
- Fulvetta ludlowi

Раньше род Fulvetta включал большее количество видов, которые до сих пор называются фульветтами на английском языке. Однако исследования ДНК показали, что они не являются ближайшими родственниками друг друга и даже принадлежат к разным семействам. Род Fulvetta (sensu stricto) является частью группы, в остальном состоящей из сутор, американской тимелии, бывших цистикол в Rhopophilus и нескольких родов, которые также ранее считались тимелиями (Lioparus, Chrysomma, Moupinia и Myzornis). Эта группа, в свою очередь, наиболее тесно связана со славковыми (Sylviidae) и ранее входила в это семейство, как часто делается и до сих пор. Однако, согласно недавним исследованиям, эти две группы разошлись примерно 19 миллионов лет назад, поэтому ведущий Международный орнитологический конгресс (МОК) теперь выделяет их в собственное семейство Paradoxornithidae.